# Поппи Морган
Поппи Морган (англ. Poppy Morgan; род. 17 февраля 1983 года) — псевдоним английской порноактрисы, модели и режиссёра.

## Биография
До прихода в порноиндустрию Морган работала стажёром шеф-повара в лондонском ресторане «Blakes». Однажды во время перекура к ней подошёл фотограф и предложил поработать моделью. Совместно с бывшим мужем Морган управляет собственной студией Poppy Morgan Productions, выпустившей несколько порнофильмов.
Морган регулярно принимает участие в съёмках телевизионного шоу Porn Week на Bravo TV, кабельном канале в Великобритании.
С 2009 года Морган начала заниматься режиссурой фильмов.
В декабре 2013 года Морган получила широкое освещение в прессе благодаря своей роли в успешном продвижении города Кингстон-апон-Халл в программе «Город культуры в Великобритании» 2017 года.

## Премии и номинации
| Год  | Церемония                           | Номинация                                                                     | Работа                                       | Результаты |
| ---- | ----------------------------------- | ----------------------------------------------------------------------------- | -------------------------------------------- | ---------- |
| 2006 | Euro eLine Award                    | Лучшая старлетка                                                              |                                              | Победа     |
| 2006 | Medien eLine Award                  | Лучшая актриса — Международная                                                |                                              | Победа     |
| 2006 | UK Adult Film and Television Awards | Лучшая актриса года                                                           |                                              | Победа     |
| 2007 | AVN Award                           | Лучшая иностранная исполнительница года                                       |                                              | Номинация  |
| 2008 | AVN Award                           | Лучшая сцена секса в зарубежном производстве, за групповую сцену (10 человек) | Furious Fuckers Final Race                   | Победа     |
| 2010 | AVN Award                           | Лучшая лесбийская сцена триолизма                                             | The 8th Day (вместе с Тори Блэк и Бри Олсон) | Победа     |